# Neukirchen (Altmark)
Neukirchen (Altmark) este o comună în Saxonia-Anhalt, Germania